# 琼格拉德区
琼格拉德区（匈牙利語：Csongrádi járás），是匈牙利琼格拉德州的一个区，总面积339.24平方公里，总人口22,996人（2011年），人口密度68人/平方公里。中心城市为琼格拉德。

## 市镇
琼格拉德区包含一个城镇和3个村庄。